# EUROSAI
Az EUROSAI a „European Organisation of Supreme Audit Institutions” angol kifejezésből képzett mozaikszó. Magyar megfelelője: „Legfőbb Ellenőrző Intézmények Európai Szervezete”. Az EUROSAI az INTOSAI („Legfőbb Ellenőrző Intézmények Nemzetközi Szervezete”, angolul „International Organisation of Supreme Audit Institutions”) európai regionális szervezete. 190 ország számvevőszéke teljes jogú tagja az INTOSAI-nak, amelyet az ENSZ szakmai támogató szervezeteként tartanak nyilván.

## Története
Az EUROSAI-t 1990-ben hozták létre 30 taggal, amely kör 29 európai állam legfőbb ellenőrző intézményét és az Európai Számvevőszéket foglalta magában. A szervezet tagsága jelenleg 50 legfőbb ellenőrző intézményből áll (49 európai állam számvevőszéke és az Európai Számvevőszék).
Bár az INTOSAI hét regionális szervezete közül az EUROSAI-t alapították a legkésőbb, az európai nemzeti számvevőszékek együttműködési szervezete létrehozásának gondolata visszanyúlik az INTOSAI 1953-as alapításáig. Az első érdemi lépésekre az EUROSAI megalapítása felé 1974-ben került sor a Madridban tartott VIII. INTOSAI Kongresszuson. 1975 és 1989 között az olasz és a spanyol számvevőszék az Európai Gazdasági Közösség országai számvevőszékeinek elnökeit tömörítő Kapcsolattartó Bizottságra támaszkodva egyengette az EUROSAI útját, elkészítve az EUROSAI alapszabályzatának tervezetét. Az 1989 júniusában Berlinben rendezett XIII. INTOSAI Kongresszus fogadta el az ún. Berlini Nyilatkozatot, amely tartalmazta az EUROSAI-nak, mint az európai országok számvevőszékei együttműködési szervezetének a létrehozásával kapcsolatos megállapodást.
Az Alapító Értekezletre és az I. EUROSAI Kongresszusra 1990 novemberében Madridban, Spanyolországban került sor. Ezen az rendezvényen választották meg az EUROSAI első elnökét és a Kormányzótanácsot, tárgyalták meg és hagyták jóvá az alapszabályzatot és létrehozták a szervezet székhelyét és állandó jelleggel működő Főtitkárságot.

## Feladatai
Alapszabályzata 1. pontjában megfogalmazottak szerint a szervezet elsődleges célja, hogy elősegítse a tagszámvevőszékek közötti szakmai együttműködést, az információk és dokumentumok cseréjét, illetve a közszféra ellenőrzésének tanulmányozását, ösztönözze egyetemi tanszékek felállítását a közpénzek ellenőrzésével kapcsolatban, és előmozdítsa a közszféra ellenőrzésének területén alkalmazott szakmai terminológia egységesítését.

## Szervei
Az EUROSAI tevékenységét három állandó szervén, a Kongresszuson, a Kormányzótanácson és a Főtitkárságon keresztül végzi.

### Kongresszus

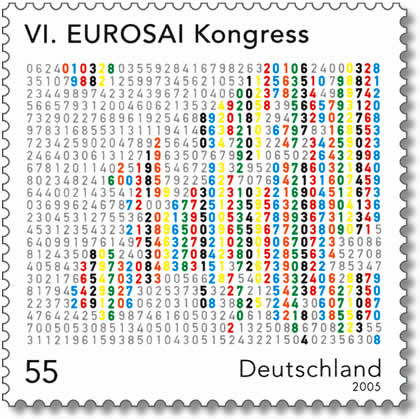
A Bonnban 2005-ben megrendezett VI. EUROSAI Kongresszus alkalmából kibocsátott német postabélyeg

A szervezet alapszabályzata alapján az EUROSAI Kongresszus a szervezet legfőbb szerve, amelyen a tagszervezetek (a nemzeti számvevőszékek) képviseltetik magukat, és amely háromévente ülésezik. Eddig a következő Kongresszusok kerültek megrendezésre:
- 1990: Spanyolország, Madrid
- 1993: Svédország, Stockholm
- 1996: Csehország, Prága
- 1999: Franciaország, Párizs
- 2002: Oroszország, Moszkva
- 2005: Németország, Bonn
- 2008: Lengyelország, Krakkó
- 2011: Portugália, Lisszabon
- 2014: Hollandia, Hága

### Kormányzótanács
A szervezet alapszabályzata alapján az EUROSAI Kormányzótanácsa nyolc tagból áll. Közülük négynek a meghatalmazása az ellátott feladatokból következik, ők a Kongresszus két utolsó Kongresszusát megrendező számvevőszékek elnökei, a következő Kongresszust megrendező számvevőszék elnöke és az EUROSAI Főtitkára. További négy tagot a Kongresszus választ meg hat évre, közülük két tag újraválasztható háromévente. Azon számvevőszékek elnökei, amelyek tagjai az INTOSAI Kormányzótanácsának és EUROSAI tagok, szintén részt vesznek megfigyelőként a Kormányzótanács ülésén.

### Főtitkárság
A Spanyol Számvevőszék (Tribunal de Cuentas) látja el állandó jelleggel a főtitkári feladatokat és a Főtitkárság székhelyéül is szolgál.

## Stratégiai terv
A lisszaboni VIII. EUROSAI Kongresszus fogadta el az EUROSAI 2011-2017-es Stratégiai Tervét. A szervezet első stratégiai terve meghatározza a szervezet küldetését, jövőképét és értékeit:
- Küldetés: Az EUROSAI az európai legfőbb ellenőrző intézmények együttműködési szervezete. Tagszervezetei együttműködnek annak érdekében, hogy megerősítsék a közszféra ellenőrzését Európában, és ezáltal hozzájárulnak az INTOSAI munkájához.
- Jövőkép: Az EUROSAI támogatja a jó kormányzást, beleértve ebbe az elszámoltathatóságot, átláthatóságot és integritást. Dinamikus keretet nyújt az együttműködésre és a lehető legjobb módon segíti tagszervezeteit a törvényi felhatalmazásuk teljesítésében.
- Értékrend: Függetlenség, integritás, szakmaiság, hitelesség, befogadó jelleg, együttműködés, innováció, fenntarthatóság, a környezet tiszteletben tartása.

A Stratégiai Terv négy stratégiai célon alapul, amelyek a szervezet tagjainak igényeit és prioritásait fejezik ki:
- 1. cél – Kapacitásfejlesztés: A számvevőszékek kapacitásfejlesztése a készségek, a tudás, a struktúrák és a munkamódszerek fejlesztését jelenti, amely a meglévő erősségeket alapul véve, valamint a hiányosságokat és gyenge pontokat kezelve hatékonyabbá teheti a mindenkori szervezetet. Az EUROSAI elkötelezett az erős, független és magas szakmai színvonalú számvevőszékek folyamatos fejlődésének elősegítése mellett.
- 2. cél – Szakmai Standardok: A feladataik hozzáértő és szakszerű elvégzéséhez a számvevőszékeknek a nemzetközi szakmai standardok egy naprakész, aktualizált keretrendszerére van szüksége. Ezen standardok egy rendszerét az INTOSAI folyamatosan fejleszti. Az EUROSAI elősegíti és megkönnyíti ezeknek a standardoknak a tagszámvevőszékek általi alkalmazását az utóbbiak feladataihoz és igényeihez illeszkedve.
- 3. cél – Tudásmegosztás: Annak érdekében, hogy erősítse a közszféra ellenőrzését, az elszámoltathatóságot, a jó kormányzást és az átláthatóságot Európában, az EUROSAI célja, hogy javítsa a tudás, információ és tapasztalatok megosztását a tagszámvevőszékek között és a külső partnerek viszonylatában is.
- 4. cél – Irányítás és Kommunikáció: Annak érdekében, hogy saját küldetését hatékonyan teljesítse és javítani tudja felkészültségét a tagszámvevőszékek igényeinek teljesítésére, az EUROSAI-nak jó irányításra van szüksége. A jelenlegi irányítási modell a jó kormányzás és a hatékony kommunikáció elvei szerint lett kialakítva. Ez a modell tükrözi továbbá a stratégiai célokat, bátorítja a tagszámvevőszékek lehető legszélesebb körben történő részvételét a szervezet munkájában, és erős kapcsolatot épít ki minden EUROSAI szerv között, amely a stratégiai terv megvalósításában rész vesz.

Az EUROSAI mindegyik stratégiai cél megvalósításának elősegítésére különálló egységeket (ún. goal team-eket) hozott létre.

## Külső hivatkozások
- www.eurosai.org